# Márk Bodzsár
Márk Bodzsár (Budapest, 1983 –) és un director de cinema, guionista i dramaturg hongarès.

## Carrera
El seu pare István Bodzsár és productor i director de producció. Es va graduar al Institut de Városmajor  el 2001. Entre 2004 i 2009, va ser estudiant de la Universitat de Teatre i Arts Cinematogràfiques de Budapest on es va especialitzar en estudis cinematogràfics. També ha treballat com a guionista, director de cinema i dramaturg.

## Filmografia
- Decameron 2007 – va dirigir l'espisodi A masculinum felé (2006)
- Bloody Mary (2007)
- Hajónapló (2009)
- Társas játék (2011-2012)
- East side stories (2012)
- Isteni műszak (2013)
- A hentes, a kurva és a félszemű (2018)
- Drakulics elvtárs (2019)
- Alvilág (2019)
- A Séf meg a többiek (2022)

## Premis
- Va guanyar el premi al millor guió al LIII Festival Internacional de Cinema Fantàstic de Catalunya per Drakulics elvtárs[4]